# Perlis FA
El Perlis Football Association es un equipo de fútbol de Malasia que juega en la Superliga de Malasia, la liga de fútbol más importante del país.

## Historia
Fue fundado en la ciudad de Kangar, en el Estado de Perlis y cuenta con 1 título de Liga, 2 veces campeón de la Copa de Malasia en 3 finales jugadas y 3 finales de la Copa FA de Malasia.
A nivel internacional solamente ha participado en 1 torneo continental e, la Copa de la AFC del año 2006, donde fue eliminado en la fase de grupos por el Sun Hei SC de Hong Kong, el Home United FC de Singapur y el New Radiant de Maldivas.
Descendió en la temporada 2011 al ubicarse en la última posición entre 14 equipos.

## Palmarés
- Superliga de Malasia: (1)

2005
- Liga Premier de Malasia: (1)

1989
- Copa de Malasia: (2)

2004, 2006
- Malasia Charity Shield: (2)

2005, 2008